# سد گلرود
سد گلرود یا کپرگه یا سد فیال سدی بزرگ در شهرستان بروجرد و بر روی شاخه‌ای از رودخانه گلرود قرار دارد

## مشخصات سد گلرود
مشخصات سد گلرود در مکان یابی
- ۱ - محل احداث سد بر روی شاخه رودخانه گلرود
- ۲ - این سد از نوع بتنی و سنگ بدنه از آهک دولومیتی تشکیل شده‌است که دارای استحکام کافی برای احداث سد است.
- ۳ - ارتفاع تاج سد حدود ۱۰۰ متر و مساحت دریاچه در تراز نرمال بر حسب هکتار ۱۹۵/۲ می‌باشد.
- ۴ - برآورد هزینه اولیه ۹۵ میلیارد ریال می‌باشد. مساحت حوزه آبریز رودخانه مربوطه ۶۸/۷ کیلومتر مربع است.
- ۵ - جاده دسترسی سد از طرف روستای فیال و شمس اباد بطرف روستای کولیدر و از آن به طرف سد است.
- ۶ - کلیه مطالعات سد گلرود انجام و هزینه آن نیز با شمارهُ ردیف ملی ۴۰۲۰۱۴۵۳ تاُمین گردیده است.[۱][۲][۳]

## اهداف احداث
- الف: تولید برق
- ب: مشروب کردن صدها هکتار زمین کشاورزی و ۳۰۰۰ هکتار از اراضی دیم بروجرد به کشت آبی
- پ: جلو گیری از هدر رفتن آب
- ت: رفع مشکل کم آبی
- ث: کمک به رفع معضل بیکاری (اشتغال جوانان شهری و روستایی)
- ج: افزایش جاذبه گردشگری در شهر[۴]

## رودخانه گلرود
ارتفاع بروجرد از سطح دریا ۱۵۴۰ متر است رودخانه ونائی یا گلرود از رودخانه‌های بروجرد است طول این رودخانه ۲۴ کیلومتر و حوزه آبریز آن ۱۰۰ کیلومتر مربع است